# Rácz Sándor (atléta)
Rácz Sándor (Debrecen, 1986. szeptember 14. –) magyar atléta.

## Sportpályafutása
A 2007-es U23-as Európa-bajnokságon 13. volt 20 km-en. 2012 áprilisában teljesítette az olimpiai B-szintet. A Magyar Atlétikai Szövetség a két B-szintes magyar gyalogló közül Helebrandt Mátét jelölte az olimpiai indulásra. A 2013-as atlétikai világbajnokságon 50 kilométeren 45. volt. A 2014-es atlétikai Európa-bajnokságon feladta a 20 km-es versenyt.